# Огаста (Канзас)
Огаста (енгл. Augusta) град је у америчкој савезној држави Канзас.

## Демографија
По попису из 2010. године број становника је 9.274, што је 851 (10,1%) становника више него 2000. године.
| Група             | 2000.         | 2010.         |
| Белци             | 7.964 (94,6%) | 8.536 (92,0%) |
| Афроамериканци    | 15 (0,2%)     | 35 (0,4%)     |
| Азијати           | 30 (0,4%)     | 58 (0,6%)     |
| Хиспаноамериканци | 218 (2,6%)    | 368 (4,0%)    |
| Укупно            | 8.423         | 9.274         |